# Stanisław Janke

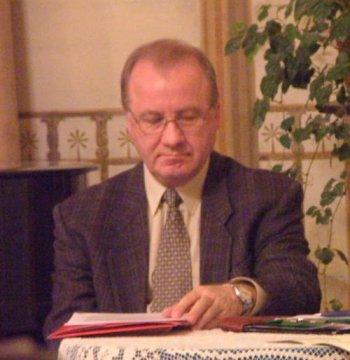
Stanisław Janke. Językowo-Literackie Seminarium piszących po kaszubsku w Wejherowie, 20 grudnia 2006

Stanisław Janke (ur. 20 marca 1956 w Kościerzynie) – poeta, prozaik, tłumacz, krytyk literacki, publicysta, twórca literatury kaszubskiej. Mieszka w Wejherowie.

## Twórczość

### Poezja w języku kaszubskim
- Ju nie jem motélnikem (Już nie jestem motylem) 1983[2]
- Żużónka jak mrzónka. Kołysanka z marzeń 1984
- Kol kuńca wieku (Pod koniec wieku) 1990
- Do biôłégo rena (Do białego rana) 1994
- Krôjczi pôjczi (Koszałki opałki) 1997
- Piesniodzejanié (Tworzenie) 2003[3]
- Pò mie swiata nie mdze (Po mnie świata nie będzie) 2007[4]
- Kaszëbskô dwigô sã w spiéwie ( Kaszuby wznoszą się w pieśni) 2018
- Alfabet dlô dzôtk  2021

### Proza w języku kaszubskim
- Łiskawica (Błyskawica) 1988[5]
- Psë (Psy) 1991
- Żôłti kam (Żółty kamień) 2014[6]
- Cësk (Strach) 2020
- Mòrzkùlowie 2022

### Proza w języku polskim
- Żółty kamień 1998[7]
- Lelek 2001[8]
- Piękniewo 2005[9]
- Droga do Korony 2008[10]

### Inne
- Kolce syberyjskiej róży (reportaże, współautor: Edmund Szczesiak) 1990
- Wejherowo i Kalwaria Wejherowska (szkice literackie, współautor: Jerzy Treder) 1993
- Poeta z kaszubskiej nocy. Życie i twórczość ks. dr. Leona Heykego (1885-1939) 1998[11]
- Derdowski (biografia literacka) 2002
- Szescdzesątka (zbiór wierszy i wywiad-rzeka, współautor Maciej Tamkun) 2016[12]
- Kaszubski Grudzień 1970 2016[13]
- Poczet pisarzy kaszubskich (współautor Maciej Tamkun) 2016[14]
- Język u wagi. Opowieści o Kaszubach nieznanych 2018
- Kaszëbsczi Królowie. Królowie Kaszubscy (biogramy, współautor: Maciej Tamkun) 2020

### Tłumaczenia z kaszubskiego na polski
- Jan Patok, Straszydło w Czarnowskim Młynie 1984[15]
- Ptak za uszami. Humor i satyra Kaszubów 1992[16]
- Klechdy kaszubskie 1996[17]

### Tłumaczenie z polskiego na kaszubski
- Adam Mickiewicz, Krimsczé sonetë 1998
- Adam Mickiewicz, Òda do młodectwa. W: Adam Mickiewicz, „Oda do młodości” w przekładach na języki słowiańskie (pod. red. K. Wrocławskiego) Warszawa 1998
- Adam Mickiewicz, Pón Tadeùsz, 2010[18]

## Nagrody i wyróżnienia
- 1991 – Medal Stolema[19]
- 1997 – I nagroda w Konkursie Literackim Miasta Gdańska za powieść Żółty kamień[20]
- 1997 – I nagroda w Ogólnopolskim Konkursie Prozatorskim im. Jana Drzeżdżona za opowiadania kaszubskie
- 2002 – Srebrna tabakiera Abrahama[21]
- 2003 – Nagroda Prezydenta Miasta Gdańska w Dziedzinie Kultury za wkład włożony w kształtowanie wizerunku literackiego pisma społeczno-kulturalnego „Pomerania” oraz z okazji jubileuszu 40-lecia „Pomeranii”[22]
- 2007 – Medal Zasłużony dla Powiatu Wejherowskiego
- 2010 – Gryf Literacki za przetłumaczenie Pana Tadeusza Adama Mickiewicza na język kaszubski
- 2010 – Nagroda Remusa za osiągnięcia w dziedzinie twórczości artystycznej oraz upowszechniania i ochrony kultury
- 2011 – Gryf Kaszubski za zasługi dla Gminy Wejherowo
- 2016 – Medal Róży od Prezydenta Miasta Wejherowa
- 2016 – Honorowy Obywatel Gminy Lipusz[23]
- 2018 – Kaszubska Nagroda Literacka[24]
- 2020 – Gryf Literacki za powieść kaszubską Cësk